# ArchiCAD
Archicad é um software de arquitetura CAD BIM para Mac e Windows desenvolvido pela companhia Húngara GRAPHISOFT. Archicad oferece soluções auxiliadas por computador para lidar com todos os aspectos comuns de estética e engenharia durante todo o processo de design do ambiente construído - edifícios, interiores, áreas urbanas, etc.
O desenvolvimento de ArchiCAD começou em 1982, originalmente para o Apple Macintosh. Após o seu lançamento em 1987, com o conceito de "construção virtual" da Graphisoft, o Archicad tornou-se considerado como a primeira implementação do BIM. . Archicad® é reconhecido como o primeiro produto de CAD num computador pessoal capaz de criar geometrias 2D e 3D, bem como o primeiro produto BIM comercial para computadores pessoais  , e considerado "revolucionário" pela capacidade de armazenar grandes quantidades de informação dentro de um modelo 3D. Hoje tem mais de 120.000 usuários.

## Visão geral do produto
Archicad é uma suíte de design de projeto completa, com elaboração 2D e 3D, visualização e outras funções para arquitetos, designers e planejadores. Uma ampla gama de aplicações de software estão integrados em Archicad para cobrir a maioria das necessidades de projeto de um escritório de arquitetura:
- Software 2D CAD — ferramentas de desenho para criar desenhos técnicos precisos e detalhados;
- Software 3D Modeling (modelagem 3D) — uma interface 3D CAD desenvolvida  especialmente para arquitetos capazes de criar vários tipos de formas de construção;
- Renderização Arquitetônica e software de visualização — uma ferramenta de renderização de alto desempenho para produzir imagens foto-realistas ou vídeos;
- Software de Editoração eletrônica — com características semelhantes às de softwares de editoração eletrônica convencionais para compor materiais impressos usando desenhos técnicos imagens e textos com base em pixel;
- Ferramenta de Gestão de documentos — um servidor de armazenamento de dados central com acesso remoto, ferramenta de controle de versão com funcionalidades de backup e restauração;
- Software de Modelagem da Informação da Construção (Building Information Modeling) — não é apenas uma coleção de aplicativos acima mencionados com uma interface de usuário integrada, mas uma nova abordagem para a construção de projeto chamado BIM.

## Versões e tipos de licenças

### Plataformas suportadas
Archicad está disponível para os sistemas operacionais Windows e Mac OS X. ArchiCAD 19 opera em Windows 7/8/8.1/10 64-bit, Mac OS X 10.7, 10.8 e 10.9 e 10.10.

### Tipos de licenças
As versões comerciais, educacionais e experimentais de 30 dias totalmente funcionais podem ser instaladas com o mesmo instalador. O tipo de licença é escolhido após a instalação. Os instaladores e os números de registro de ensino ou ensaios necessários podem ser obtidos no Myarchicad.com após o registro.
- A versão comercial é protegida por uma chave de proteção de hardware. Se nenhuma chave estiver presente, Archicad, onde muda para o modo "demo", onde salvar, copiar e características dos trabalhos de equipe são desativados (impressão/plotagem ainda está habilitado).
- Versões educacionais são protegidos por números de registro. Os arquivos salvos no Archicad em versões educacionais são compatíveis com versões comerciais Archicad, mas carregam uma marca d'água a identificação do tipo de licença. Uma vez que um projeto foi editado com uma versão para a Educação, a marca d'água irá persistir no arquivo.
- Versão de teste é uma versão totalmente funcional de 30 dias em que você pode salvar, imprimir e publicar projetos. Formatos de arquivo são totalmente compatíveis com a versão comercial uma vez que a cópia do Archicad foi convertida para uma licença comercial; caso contrário, os arquivos de teste são apenas legíveis no computador original em que eles foram criados. A versão de teste é protegido por números de registro.

### Idiomas e localizações
Archicad está disponível numa série de versões localizadas. Além de uma interface de usuário e documentação traduzida, essas versões têm um conjunto de objetos paramétricos (bibliotecas de objeto) desenvolvidos considerando as necessidades específicas do mercado regional, e diferentes valores padrão para propriedades de objetos, arranjos de menus, etc.

## Requisitos para instalar o ArchiCAD
Requisitos mínimos para o Archicad 2021
- Processador: 64-bit Intel ou AMD processador multi-core
- Disco: 5+ GB espaço disponível
- Placa de vídeo: OpenGL 4.0 placa de vídeo compatível
- Resolução: 1140×900
- Sistema Operacional: Windows 10 64-bit MacOS 10.14
- Chave de Proteção: Archicad 24 CodeMeter Hardware Key ou Codemeter Act Software Protection Key para rodar o Archicad 24

Requisitos básicos para o Archicad 2021
- Processador: Intel Core i5 ou AMD Ryzen 5
- RAM: 8+ GBRAM
- Disco: SSD
- Placa de vídeo: 2+ GB VRAM OpenGL OU 4.0 placa de vídeo compatível
- Resolução: FHD+ (1920X1080)
- Sistema Operacional: Windows 10 64-bit MacOS 10.14
- Chave de Proteção: Archicad 24 CodeMeter Hardware Key ou Codemeter Act Software Protection Key para rodar o Archicad 24

Dados atualizados no 1°semestre de 2021

## Vantagens do Archicad
1. BIMx, Possibilidade de visualizar o modelo Virtual com a informação via celular e computador e as pranchas associadas.
2. Template Brasileiro, desenvolvido localmente com as necessidades da região e nas normas da ABNT.
3. OpenBim e Interoperabilidade (conversa muito bem com outros softwares como SketchUp, Revit, AutoCAD, Tekla entre outros);
4. Ganho de velocidade e diminuição de tempo em tarefas desnecessárias;
5. Documentação integrada (sem omissões e os desenhos são atualizados constantemente);
6. Gestão de documentos e organização muito eficiente e orientada para projetos;
7. Lista de quantidades (mapas) e com link no Excel;
8. Modelagem em sua grande maioria desenvolvida em perspectiva (3D);
9. Controle de projeto (devido a facilidade de rastreio das informações);
10. União entre os colaboradores (projetistas trabalham no mesmo modelo simultaneamente)
11. Qualidade projetual e construtiva;
12. Segurança (como no controle, porém com possibilidade de gestão dos colaboradores e dos elementos construtivos);
13. Eficiência;
14. Renderização e vistas customizadas com o uso da informação;
15. Gestão de pessoas e padronização de documentos;
16. Intuitivo e com padrões fáceis de se aplicar;
17. O ArchiCAD [6] possui representantes locais o que ajuda os usuários a tirar dúvidas e ter a garantia de que funcionara a implantação;
18. Biblioteca para todos os tipos de projetos: arquitetura, interiores, iluminação e paisagismo (Caso tenha necessidade, o usuário poderá baixar de outras plataformas como o SketchUp);

## Características

### Trabalhando com objetos paramétricos
Archicad permite ao usuário trabalhar com objetos paramétricos com dados aprimoráveis (ou seja, permite ao usuário inserir ou modificar as informações já existentes do objeto), muitas vezes chamado de "objetos inteligentes" pelos usuários. Isso difere do estilo operacional de outros programas de CAD criados na década de 1980. O produto permite que o usuário crie um "edifício virtual" com elementos estruturais virtuais como paredes, lajes, telhados, portas, janelas e móveis. Uma grande variedade de objetos customizáveis pré-concebidos vêm com o programa.
Archicad permite ao usuário trabalhar tanto com representação 2D quanto em 3D na tela. Desenhos podem ser exportados em formas bidimensionais, em qualquer momento, mesmo que o modelo na base de dados do programa sempre armazene os dados em três dimensões. Planos, elevações e seções são geradas a partir do modelo de construção tridimensional virtual e são constantemente atualizados se o usuário "reconstrói" a vista. Desenhos de detalhe são baseados em porções ampliadas do modelo, com detalhe adicionado em 2D.

### Colaboração e acesso remoto
Archicad lançou sua primeira troca de arquivos baseada na solução "Teamwork" (trabalho em equipe) em sua versão 5.1 em 1997, que permitiu que mais arquitetos trabalhassem no mesmo modelo de construção simultaneamente. Uma completa releitura da solução "Teamwork "2.0" com uma nova abordagem de banco de dados saiu na versão de 13, em 2009, nomeado Graphisoft BIM Server. Uma vez que apenas as alterações e as diferenças são enviadas para o armazenamento central, esta solução permite o acesso remoto para o mesmo projeto através da Internet, permitindo, em qualquer lugar do mundo, a colaboração e coordenação do projeto. Em 2014, com a introdução do BIMcloud, uma integração melhor é fornecida com soluções padrão de TI: gerenciamento baseado em navegador, conexão LDAP, e HTTP / HTTPS comunicação baseada. Além disso, novas opções de escalabilidade estão disponíveis, permitindo layouts multi-servidores serem criados, com servidores de cache opcionais.

### APIs and scripting
Os fornecedores de terceiros e alguns fabricantes de produtos arquitetônicos têm compilado bibliotecas de componentes de arquitetura para uso em Archicad. O programa inclui Descrição Geométrica de Linguagem (Geometric Description Language - GDL) usada para criar novos componentes. Além disso, API (Aplicação de Interface de Programação) e banco de dados ODBC conexões são suportados por terceiros, desenvolvedores add-on. Através de links diretos API, os softwares 4D e 5D, como Vico Office Suite ou Tocoman iLink, os modelos Archicad podem ser exportados para a estimativa de custos baseadas em BIM e programação. Archicad também está diretamente ligada via API para verificação de modelos e ferramentas de garantia de qualidade do Solibri.

### Intercâmbio de dados
Archicad pode importar e exportar DWG, DXF e arquivos IFC e BCF, entre outros. A GRAPHISOFT é um membro ativo da Aliança Internacional pela Interoperabilidade (IAI), uma organização da indústria que publica normas para o arquivo de dados e interoperabilidade de CAD arquitetônico. GRAPHISOFT foi um dos fundadores do conceito Open BIM, que suporta a troca de dados BIM 3D entre as diferentes disciplinas de design em plataformas open-source.
Archicad também  pode exportar o modelo 3D e seus correspondente desenhos 2D para o formato BIMx que podem ser vistos em uma série de plataformas móveis ou desktop e com visualizadores nativos BIMx.

## Extensões
Vários produtos e extensões livres ou comerciais add-on adicionam mais funcionalidades para Archicad ou fornecem mais possibilidades de intercâmbio de dados com outras aplicações de software. Algumas destas extensões são desenvolvidas pela GRAPHISOFT, como o Trimble SketchUp, disponível gratuitamente, o Google Earth ou o Maxon's Cinema 4D para importação/exportação add-ons e também outras extensões vendidas separadamente como GRAPHISOFT MEP Modeler, GRAPHISOFT EcoDesigner ou GRAPHISOFT Virtual Building Explorer;  enquanto há um número de add-ons prestados por fornecedores de terceiros, tais como Cigraph ou Cadimage. Atualmente também o Archicad exporta seus arquivos em extensões compatíveis com o  Lumion (Software de desenvolvimento de maquetes e simulações de apresentações), o qual disponibiliza este add-on permitindo também, updates dos arquivos Archicad.